# Eurobowl 2007
Navigation
Édition précédente Édition suivante
La Eurobowl 2007 est la 21e saison de l'Eurobowl. La saison régulière se déroulera entre le 24 mars et le 20 mai 2007. Suivront ensuite demi-finales et finale.
Parmi le plateau des clubs participants, on notera le forfait des champions de Suède, Mean Machines de Stockholm, demi-finaliste de la dernière édition.

## Clubs de l'édition 2007
| Équipe                  | Nationalité |
| ----------------------- | ----------- |
| Vikings de Vienne       | Autriche    |
| Raiders du Tyrol        | Autriche    |
| Valencia Firebats       | Espagne     |
| Pioners de L'Hospitalet | Espagne     |
| Porvoo Butchers         | Finlande    |
| Helsinki Wolverines     | Finlande    |
| Marburg Mercenaries     | Allemagne   |
| Flash de La Courneuve   | France      |
| Lions de Bergame        | Italie      |
| Patriots de Moscou      | Russie      |
| Triangle Razorbacks     | Danemark    |
| Eidsvoll 1814s          | Norvège     |

## Les éliminatoires

### Les matchs
| Date     | Domicile              | Résultat | Extérieur             |
| -------- | --------------------- | -------- | --------------------- |
| 24 mars  | L'Hospitalet Pioners  | 0 - 44   | Flash de La Courneuve |
| 14 avril | Valencia Firebats     | 6 - 39   | Tyrol Raiders         |
| 28 avril | Bergamo Lions         | 41 - 8   | Valencia Firebats     |
| 28 avril | Triangle Razorbacks   | 7 - 59   | Eidsvoll 1814s        |
| 28 avril | Marburg Mercenaries   | 34 - 0   | L'Hospitalet Pioners  |
| 29 avril | Vienna Vikings        | 72 - 2   | Moscow Patriots       |
| 5 mai    | Flash de La Courneuve | 27 - 28  | Marburg Mercenaries   |
| 12 mai   | Helsinki Wolverines   | 6 - 38   | Vienna Vikings        |
| 12 mai   | Tyrol Raiders         | 28 -27   | Bergamo Lions         |
| 13 mai   | Eidsvoll 1814s        | 39 - 0   | Porvoo Butchers       |
| 19 mai   | Porvoo Butchers       | 41 - 6   | Triangle Razorbacks   |
| 20 mai   | Moscow Patriots       | 30 - 0   | Helsinki Wolverines   |

### Classement
| Qualifié en demi-finales |

| Club                | Vic. | Nuls | Déf. | Pts | Pts pour | Pts contre |
| ------------------- | ---- | ---- | ---- | --- | -------- | ---------- |
| Vikings de Vienne   | 2    | 0    | 0    | 4   | 110      | 8          |
| Patriots de Moscou  | 1    | 0    | 1    | 2   | 32       | 72         |
| Helsinki Wolverines | 0    | 0    | 2    | 0   | 6        | 68         |

| Club                | Vic. | Nuls | Déf. | Pts | Pts pour | Pts contre |
| ------------------- | ---- | ---- | ---- | --- | -------- | ---------- |
| Eidsvoll 1814s      | 2    | 0    | 0    | 4   | 98       | 7          |
| Porvoo Butchers     | 1    | 0    | 1    | 2   | 41       | 45         |
| Triangle Razorbacks | 0    | 0    | 2    | 0   | 13       | 100        |

| Club              | Vic. | Nuls | Déf. | Pts | Pts pour | Pts contre |
| ----------------- | ---- | ---- | ---- | --- | -------- | ---------- |
| Raiders du Tyrol  | 2    | 0    | 0    | 4   | 67       | 33         |
| Lions de Bergame  | 1    | 0    | 1    | 2   | 68       | 36         |
| Valencia Firebats | 0    | 0    | 2    | 0   | 14       | 80         |

| Club                    | Vic. | Nuls | Déf. | Pts | Pts pour | Pts contre |
| ----------------------- | ---- | ---- | ---- | --- | -------- | ---------- |
| Marburg Mercenaries     | 2    | 0    | 0    | 4   | 62       | 27         |
| Flash de La Courneuve   | 1    | 0    | 1    | 2   | 71       | 28         |
| Pioners de L'Hospitalet | 0    | 0    | 2    | 0   | 0        | 78         |

## Play-offs

### Demi-finale
| Date         | Vainqueur           | Score   | Perdant          |
| ------------ | ------------------- | ------- | ---------------- |
| 9 juin 2007  | Vikings de Vienne   | 63 - 16 | Eidsvoll 1814s   |
| 10 juin 2007 | Marburg Mercenaries | 35 - 21 | Raiders du Tyrol |

### Finale
| Date             | Vainqueur         | Score   | Perdant             |
| ---------------- | ----------------- | ------- | ------------------- |
| 1er juillet 2007 | Vikings de Vienne | 70 - 19 | Marburg Mercenaries |